# حبیبه بنت عبیدالله
حبیبه دختر عبیدالله بن جحش و رمله دختر ابوسفیان از صحابیات محمّد پیامبر مسلمانان بود. پدر حبیبه، برادر زینب دختر جحش همسر محمّد بود. وقتی پدرش عبیدالله بن جحش از اسلام به مسیحیت گروید، ازدواج پدر و مادرش، رمله فسخ شد. مادر حبیبه که دختر ابوسفیان بود با محمّد ازدواج کرد. حبیبه با داوود پسر عروه پسر مسعود ثقفی ازدواج کرد. در تذکره‌های اسلامی از او با نام حبیبه دختر امّ حبیبه نیز یاد شده‌است. 